# Nero Forte
«Nero Forte»  —en español: «Negro Fuerte»—es una canción de la banda estadounidense de heavy metal Slipknot. Producida por Greg Fidelman, se lanzó como el cuarto y último sencillo de su álbum de estudio We Are Not Your Kind el 16 de diciembre de 2019.

## Trasfondo
«Nero Forte» se lanzó el 16 de diciembre de 2019 como el cuarto sencillo de la banda de su sexto álbum de estudio We Are Not Your Kind, luego del lanzamiento de «Birth of the Cruel» cuatro meses antes. El título de la canción se basa en dos palabras en italiano, "Nero" y "Forte" que significan "negro" y "fuerte" respectivamente. "Forte" también puede significar algo en lo que uno sobresale.

## Grabación y significado
Aunque el título de la canción no aparece en la letra, describe la oscuridad en la que se hundió Taylor. La depresión era como una entidad contra la que no sentía que tuviera la fuerza para luchar. Al hablar sobre la canción, el guitarrista Jim Root declaró: "Esta también es una canción de Clown, lo cual es increíble. Esta va a ser genial en vivo. Tiene mucha percusión y recuerda a «Psychosocial», pero tal vez sea una evolución de «Psychosocial». Obviamente, Clown es baterista y percusionista, pero también es compositor, y siempre lo ha sido. Ahora podemos colaborar como compositores, y esto es con lo que terminamos. Cuando Corey entró y comenzó a sumergirse en las vocales, se le ocurrió esta melodía adicional en la línea del coro, muy tarde en el proceso. Eso realmente me atrajo de esta canción."

## Video musical
Shawn Crahan, el percusionista y fundador de Slipknot, dirigió el video junto con un cortometraje de 20 minutos titulado Pollution, que se estrenaría el mismo día que 'Nero Forte'. Ambos fueron grabados en dos días, tanto el 29 como el 30 de octubre. Inicialmente, ambos iban a ser lanzados en algún momento durante noviembre, pero por algunas razones no se concretaron hasta una fecha posterior.
El video musical de «Nero Forte» está protagonizado por la banda, que toca en un limbo en blanco, iluminado constantemente por luces de colores, en puntos que rodean lo que parece ser un fan dentro de un capullo, que tiene algo dentro que parece intentar estar tratando de escapar y renacer.
En octubre de 2022, el video musical de «Nero Forte» tiene más de 50 millones de visitas en YouTube.

## Posiciones
| Chart (2019)                   | Peak position |
| ------------------------------ | ------------- |
| Finlandia (OFC)                | 67            |
| New Zealand Hot Singles (RMNZ) | 16            |
| Reino Unido (UK Singles Chart) | 84            |